# Llista d'asteroides/133801–133900
| Nom      | Designació provisional | Data de descobriment | Lloc de descobriment | Descobridor/s    |
| -------- | ---------------------- | -------------------- | -------------------- | ---------------- |
| 133801 - | 2003 WE141             | 21 de novembre, 2003 | Socorro              | LINEAR           |
| 133802 - | 2003 WM144             | 21 de novembre, 2003 | Socorro              | LINEAR           |
| 133803 - | 2003 WW147             | 23 de novembre, 2003 | Kitt Peak            | Spacewatch       |
| 133804 - | 2003 WO149             | 24 de novembre, 2003 | Palomar              | NEAT             |
| 133805 - | 2003 WW150             | 24 de novembre, 2003 | Anderson Mesa        | LONEOS           |
| 133806 - | 2003 WU151             | 26 de novembre, 2003 | Kitt Peak            | Spacewatch       |
| 133807 - | 2003 WQ152             | 24 de novembre, 2003 | Desert Moon          | B. L. Stevens    |
| 133808 - | 2003 WB153             | 26 de novembre, 2003 | Anderson Mesa        | LONEOS           |
| 133809 - | 2003 WE153             | 26 de novembre, 2003 | Anderson Mesa        | LONEOS           |
| 133810 - | 2003 WE156             | 29 de novembre, 2003 | Socorro              | LINEAR           |
| 133811 - | 2003 WW157             | 26 de novembre, 2003 | Moonedge             | F. Schiralli Jr. |
| 133812 - | 2003 WF167             | 19 de novembre, 2003 | Kitt Peak            | Spacewatch       |
| 133813 - | 2003 WJ167             | 19 de novembre, 2003 | Socorro              | LINEAR           |
| 133814 - | 2003 WG170             | 20 de novembre, 2003 | Catalina             | CSS              |
| 133815 - | 2003 WE172             | 30 de novembre, 2003 | Socorro              | LINEAR           |
| 133816 - | 2003 WQ172             | 30 de novembre, 2003 | Kitt Peak            | Spacewatch       |
| 133817 - | 2003 WH173             | 18 de novembre, 2003 | Palomar              | NEAT             |
| 133818 - | 2003 WQ190             | 29 de novembre, 2003 | Socorro              | LINEAR           |
| 133819 - | 2003 XS                | 3 de desembre, 2003  | Socorro              | LINEAR           |
| 133820 - | 2003 XU2               | 1 de desembre, 2003  | Socorro              | LINEAR           |
| 133821 - | 2003 XN3               | 1 de desembre, 2003  | Socorro              | LINEAR           |
| 133822 - | 2003 XJ4               | 1 de desembre, 2003  | Socorro              | LINEAR           |
| 133823 - | 2003 XL4               | 1 de desembre, 2003  | Socorro              | LINEAR           |
| 133824 - | 2003 XS4               | 1 de desembre, 2003  | Socorro              | LINEAR           |
| 133825 - | 2003 XF7               | 4 de desembre, 2003  | Socorro              | LINEAR           |
| 133826 - | 2003 XC13              | 14 de desembre, 2003 | Kitt Peak            | Spacewatch       |
| 133827 - | 2003 XK13              | 14 de desembre, 2003 | Palomar              | NEAT             |
| 133828 - | 2003 XK28              | 1 de desembre, 2003  | Kitt Peak            | Spacewatch       |
| 133829 - | 2003 XG29              | 1 de desembre, 2003  | Kitt Peak            | Spacewatch       |
| 133830 - | 2003 XE32              | 1 de desembre, 2003  | Kitt Peak            | Spacewatch       |
| 133831 - | 2003 XV37              | 4 de desembre, 2003  | Socorro              | LINEAR           |
| 133832 - | 2003 XJ39              | 5 de desembre, 2003  | Catalina             | CSS              |
| 133833 - | 2003 XM39              | 5 de desembre, 2003  | Socorro              | LINEAR           |
| 133834 - | 2003 YX3               | 16 de desembre, 2003 | Catalina             | CSS              |
| 133835 - | 2003 YL4               | 16 de desembre, 2003 | Kitt Peak            | Spacewatch       |
| 133836 - | 2003 YW10              | 17 de desembre, 2003 | Socorro              | LINEAR           |
| 133837 - | 2003 YX18              | 17 de desembre, 2003 | Anderson Mesa        | LONEOS           |
| 133838 - | 2003 YH27              | 16 de desembre, 2003 | Črni Vrh             | Črni Vrh         |
| 133839 - | 2003 YH48              | 18 de desembre, 2003 | Socorro              | LINEAR           |
| 133840 - | 2003 YT48              | 18 de desembre, 2003 | Socorro              | LINEAR           |
| 133841 - | 2003 YA54              | 19 de desembre, 2003 | Kitt Peak            | Spacewatch       |
| 133842 - | 2003 YY55              | 19 de desembre, 2003 | Socorro              | LINEAR           |
| 133843 - | 2003 YZ59              | 19 de desembre, 2003 | Kitt Peak            | Spacewatch       |
| 133844 - | 2003 YK60              | 19 de desembre, 2003 | Kitt Peak            | Spacewatch       |
| 133845 - | 2003 YL63              | 19 de desembre, 2003 | Socorro              | LINEAR           |
| 133846 - | 2003 YD71              | 18 de desembre, 2003 | Socorro              | LINEAR           |
| 133847 - | 2003 YL77              | 18 de desembre, 2003 | Socorro              | LINEAR           |
| 133848 - | 2003 YB78              | 18 de desembre, 2003 | Socorro              | LINEAR           |
| 133849 - | 2003 YY78              | 18 de desembre, 2003 | Socorro              | LINEAR           |
| 133850 - | 2003 YN83              | 19 de desembre, 2003 | Catalina             | CSS              |
| 133851 - | 2003 YK90              | 19 de desembre, 2003 | Kitt Peak            | Spacewatch       |
| 133852 - | 2003 YX101             | 19 de desembre, 2003 | Socorro              | LINEAR           |
| 133853 - | 2003 YQ133             | 28 de desembre, 2003 | Socorro              | LINEAR           |
| 133854 - | 2003 YO149             | 29 de desembre, 2003 | Catalina             | CSS              |
| 133855 - | 2003 YC164             | 17 de desembre, 2003 | Kitt Peak            | Spacewatch       |
| 133856 - | 2003 YA176             | 24 de desembre, 2003 | Haleakala            | NEAT             |
| 133857 - | 2004 AB1               | 5 de gener, 2004     | Socorro              | LINEAR           |
| 133858 - | 2004 AG1               | 12 de gener, 2004    | Palomar              | NEAT             |
| 133859 - | 2004 AS4               | 12 de gener, 2004    | Palomar              | NEAT             |
| 133860 - | 2004 BT21              | 19 de gener, 2004    | Anderson Mesa        | LONEOS           |
| 133861 - | 2004 BO25              | 19 de gener, 2004    | Catalina             | CSS              |
| 133862 - | 2004 BR38              | 20 de gener, 2004    | Socorro              | LINEAR           |
| 133863 - | 2004 BE39              | 21 de gener, 2004    | Socorro              | LINEAR           |
| 133864 - | 2004 BA44              | 22 de gener, 2004    | Socorro              | LINEAR           |
| 133865 - | 2004 BT69              | 20 de gener, 2004    | Socorro              | LINEAR           |
| 133866 - | 2004 BW80              | 25 de gener, 2004    | Haleakala            | NEAT             |
| 133867 - | 2004 BX110             | 28 de gener, 2004    | Kitt Peak            | Spacewatch       |
| 133868 - | 2004 FD30              | 18 de març, 2004     | Palomar              | NEAT             |
| 133869 - | 2004 FD45              | 16 de març, 2004     | Socorro              | LINEAR           |
| 133870 - | 2004 HR28              | 20 d'abril, 2004     | Socorro              | LINEAR           |
| 133871 - | 2004 JC23              | 12 de maig, 2004     | Siding Spring        | SSS              |
| 133872 - | 2004 KZ5               | 17 de maig, 2004     | Socorro              | LINEAR           |
| 133873 - | 2004 LB26              | 15 de juny, 2004     | Socorro              | LINEAR           |
| 133874 - | 2004 MD3               | 17 de juny, 2004     | Catalina             | CSS              |
| 133875 - | 2004 NH12              | 11 de juliol, 2004   | Socorro              | LINEAR           |
| 133876 - | 2004 PT2               | 8 d'agost, 2004      | Socorro              | LINEAR           |
| 133877 - | 2004 PQ13              | 7 d'agost, 2004      | Palomar              | NEAT             |
| 133878 - | 2004 PX55              | 8 d'agost, 2004      | Anderson Mesa        | LONEOS           |
| 133879 - | 2004 PT71              | 8 d'agost, 2004      | Socorro              | LINEAR           |
| 133880 - | 2004 PA83              | 10 d'agost, 2004     | Socorro              | LINEAR           |
| 133881 - | 2004 PQ85              | 10 d'agost, 2004     | Socorro              | LINEAR           |
| 133882 - | 2004 PQ86              | 11 d'agost, 2004     | Socorro              | LINEAR           |
| 133883 - | 2004 PA90              | 10 d'agost, 2004     | Socorro              | LINEAR           |
| 133884 - | 2004 PK91              | 11 d'agost, 2004     | Socorro              | LINEAR           |
| 133885 - | 2004 PU101             | 11 d'agost, 2004     | Socorro              | LINEAR           |
| 133886 - | 2004 PV101             | 11 d'agost, 2004     | Socorro              | LINEAR           |
| 133887 - | 2004 PY102             | 12 d'agost, 2004     | Socorro              | LINEAR           |
| 133888 - | 2004 QZ4               | 21 d'agost, 2004     | Goodricke-Pigott     | R. A. Tucker     |
| 133889 - | 2004 QD9               | 20 d'agost, 2004     | Catalina             | CSS              |
| 133890 - | 2004 QL17              | 25 d'agost, 2004     | Socorro              | LINEAR           |
| 133891 - | 2004 QY20              | 20 d'agost, 2004     | Catalina             | CSS              |
| 133892 - | 2004 RN8               | 7 de setembre, 2004  | Ottmarsheim          | C. Rinner        |
| 133893 - | 2004 RT19              | 7 de setembre, 2004  | Kitt Peak            | Spacewatch       |
| 133894 - | 2004 RZ25              | 4 de setembre, 2004  | Palomar              | NEAT             |
| 133895 - | 2004 RK35              | 7 de setembre, 2004  | Socorro              | LINEAR           |
| 133896 - | 2004 RT35              | 7 de setembre, 2004  | Socorro              | LINEAR           |
| 133897 - | 2004 RE42              | 7 de setembre, 2004  | Kitt Peak            | Spacewatch       |
| 133898 - | 2004 RH59              | 8 de setembre, 2004  | Socorro              | LINEAR           |
| 133899 - | 2004 RU63              | 8 de setembre, 2004  | Socorro              | LINEAR           |
| 133900 - | 2004 RL66              | 8 de setembre, 2004  | Socorro              | LINEAR           |